# Ареобинд (умро 546. године)
Ареобинд (умро 546. године), је био званичник и војни заповедник Источног римског (византијског) царства. Служио је као сенатор у Цариграду и кратко као магистер милитум у Африци 545/6. године.
Ареобинда је у Африку послао цар Јустинијан I (в. 527–565. године) након кризе која је избила за време Сергијеве команде. Ареобиндова пратња је укључивала контингент јерменских трупа, које су предводили Артабан и Јован, потомци краљевске јерменске лозе Арсакида.
Неискусни војни командант, Ареобинд се показао неспособним да се носи са тим питањем. После битке код Такије, цар Јустинијан I је опозвао Сергија и поставио Ареобинда за „општег команданта“, али се побуна већ проширила по редовима.
Године 546. Ареобинда је у Картагини убио побуњеник Гунтарит (Гунтарис), војвода Нумидије. Ареобинд је био ожењен Прајектом, сестром цара Јустина II.